# Stadtmuseum Hjo
Das Stadtmuseum Hjo (schwed. Hjo Stadsmuseum) dokumentiert die Geschichte der schwedischen Stadt Hjo.
Das Stadtmuseum ist in der Villa Svea, eine der Holzvillen aus der Zeit, als Hjo Kurort war, untergebracht. Neben den Basisausstellungen zur Stadt Hjo und zum Wasserkurort gibt es auch zeitbegrenzte Ausstellungen.
Das Museum ist von Juni bis August täglich geöffnet, ansonsten nach Vereinbarung mit dem Fremdenverkehrsbüro.